# ATCO運動場
ATCO運動場（英語：ATCO Field）是一座位於加拿大艾伯塔省卡加利郊外山麓區的多用途運動場，主要用於足球和馬術競賽。從2019年起，加拿大超級足球聯賽球隊卡加利騎兵以ATCO運動場主場。